# Alice Gordon Gulick

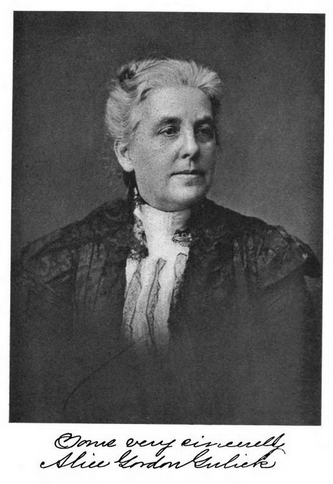
Alice Gordon Gulick, aus einer Biografie von 1917

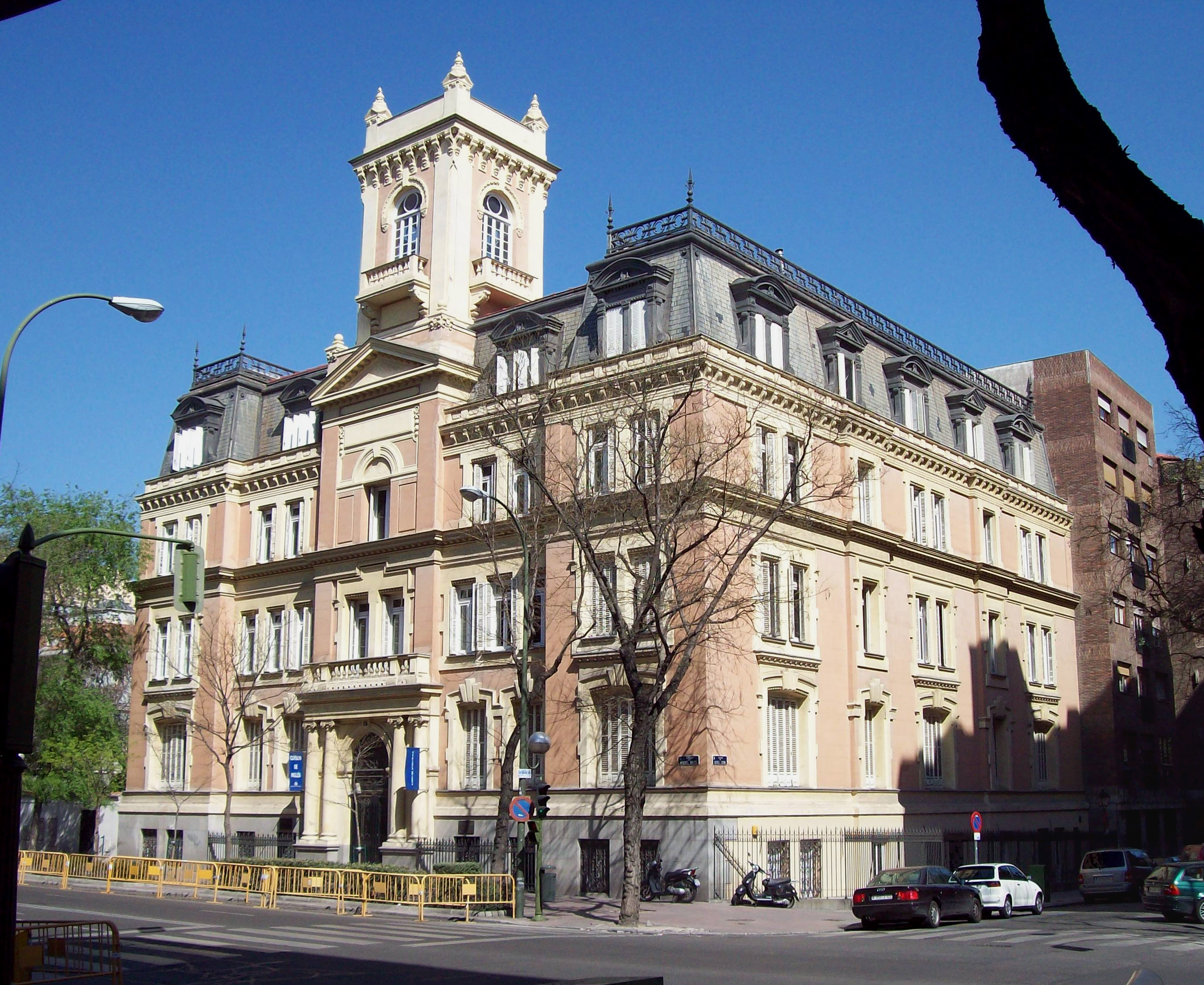
Instituto Internacional in Madrid

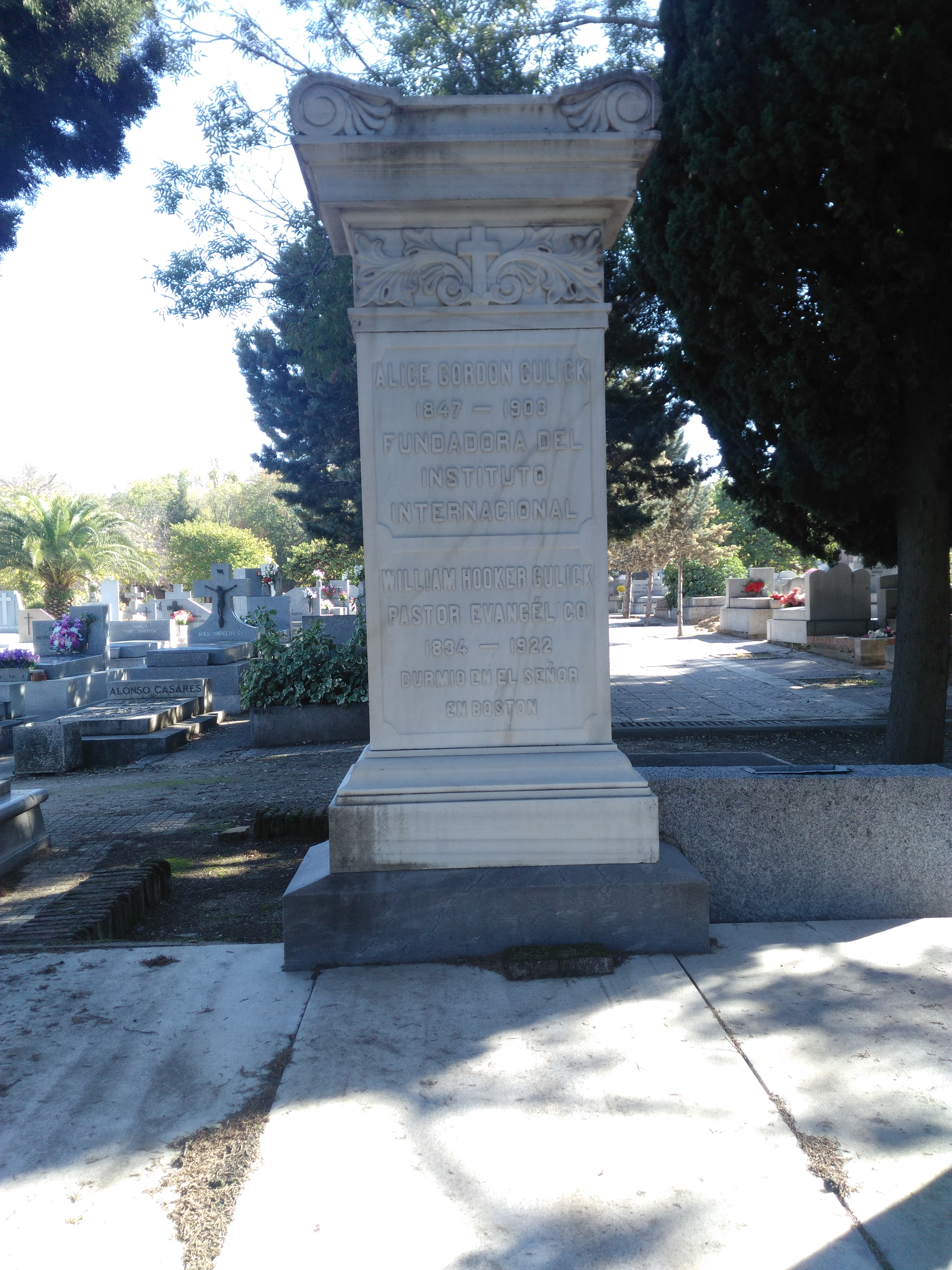
Grab von Alice Gordon Gulick in Madrid

Alice Gordon Gulick, geborene Alice Winfield Gordon (* 8. August 1847 in Boston, Massachusetts; † 14. September 1903 in London) war eine US-amerikanische Missionslehrerin und Schulgründerin in Spanien.

## Leben
Gordon Gulick wurde als Tochter von James M. Gordon und Mary Clarkson Gordon geboren und wuchs in Auburndale, Massachusetts, auf. Ihre Eltern waren in der Abolitionsbewegung aktiv; ihre Schwestern Anna Adams Gordon und Elizabeth Putnam Gordon waren Aktivistinnen in der Abstinenzbewegung. Von 1863 bis 1867 besuchte sie das Mount Holyoke College.
Sie heiratete 1870 einen Dozenten des Amherst College, Alva Bayless Kittredge, der am nächsten Tag an Tuberkulose starb. 1871 heiratete sie erneut, und zwar Reverend William Hooker Gulick, einen Absolventen der Punahou School und Sohn des Missionars Peter Johnson Gulick. Sie hatten sieben Kinder, von denen drei im Kindesalter starben; zwei Söhne, James und Frederick, starben als junge Erwachsene. Nur zwei ihrer Kinder, die Töchter Grace und Elizabeth, überlebten die Mutter.
Gordon Gulick wurde bald nach der Heirat mit ihrem zweiten Ehemann 1871 Missionarin in Spanien. Das Paar leitete eine Grundschule in Santander, dann in San Sebastián und ein Internat, in dem ältere Mädchen zu Lehrerinnen ausgebildet wurden. Alice Gulick übersetzte protestantische Kirchenlieder ins Spanische und nahm viele ihrer Ideen über die Bildung von Frauen aus ihrer Zeit am Mount Holyoke mit und ermutigte ihre Schülerinnen zu weiterführenden Studien. Jane Addams besuchte die Gulicks und schrieb: „The school has evoked and at the same time filled a wonderful opportunity in Spain and should have the cooperation of all women interested in the higher education of women.“
1894 verlieh das Mount Holyoke College Gulick in Anerkennung ihres Einsatzes für die Frauenbildung eine der ersten Ehrendoktorwürden. Mary Emma Woolley, die Präsidentin des Colleges, erklärte: „Wenn Mount Holyoke außer Mrs. Gulick nie eine andere Alumna ausgesandt hätte, hätte es seine Existenz gerechtfertigt.“ 1895 bestanden zwei ihrer Studentinnen die Prüfungen an der Universität Complutense Madrid mit sehr guten Noten, was für die Frauen eine bemerkenswerte Leistung war. 1898 kehrte Gulick mit ihrer Tochter Grace in die Vereinigten Staaten zurück, um Geld für ihre Arbeit in Spanien zu sammeln. Während ihrer Zeit in Amerika wurde sie zur Dekanin für kubanische Lehrerinnen ernannt, die am Harvard College studierten. Gulick war auch die Gründerin und Leiterin der World's Woman's Christian Temperance Union (WWCTU), als diese 1891 in Spanien gegründet wurde.
Die Gulicks verlegten 1903 ihr Frauencollege, das Instituto Internacional, nach Madrid, aber Alice Gulick war bereits an Tuberkulose erkrankt, als der Umzug unternommen wurde, und sie erlebte den Erfolg der Schule an ihrem neuen Standort nicht mehr. Ein Gebäude auf dem Campus wurde 1910 nach ihr benannt.
Alice Gordon Gulick starb 1903 im Alter von 56 Jahren. Ihr Grab befindet sich in Madrid. Ihre Schwester Elizabeth Putnam Gordon veröffentlichte 1917 eine Biografie über Alice Gordon Gulick, die auch ein Gulick gewidmetes Gedicht von Katharine Lee Bates enthielt.
Ihr Nachlass wird im Mount Holyoke College verwahrt. Das von ihr begründete Institut in Madrid blieb als Zentrum des kulturellen Austauschs und als historische Stätte erhalten. In San Sebastián ist außerdem ein Park nach ihr benannt.